# 倫敦塔 (小説)
『倫敦塔』（ろんどんとう）は、夏目漱石の短編小説。1905年（明治38年）、『帝国文学』に発表。
作者の留学中に見物したロンドン塔の感想をもとに描いた作品。

## あらすじ
「余」は、行くあてもなく倫敦をさまよったのち、倫敦塔を見物した。これが留学中ただ1度の倫敦塔見物である。
塔内では大僧正クランマー、ワイアット、ローリーら囚人船で運ばれてきた古人たちを思い、また血塔では、叔父によって王位を追われ殺されたエドワード4世の二人の小児の幻影を見る。そして白塔を出てボーシャン塔へ向かうと、奇妙な母子がいた。「余」はその女にジェーン・グレーを見る。「余」は現実か幻想かわからなくなり、倫敦塔を出る。

## 背景
漱石は1900年（明治33年）10月から1902年（明治35年）12月までの2年間、文部省留学生としてロンドンに留学した。この折のロンドン塔見物を題材にしたものである。作者自身が末尾にこの作品が想像であることを記している。
漱石によればロンドン塔は英国の歴史を煎じ詰めたものであるとしている。この作品では、ロンドン塔において処刑・収容されたクランマー、ワイアット、ローリーや、エドワード4世の息子エドワード5世とリチャード、そして「9日間の女王」ジェーン・グレーなど、これらの人物を幻想的に描いている。その点で同時期に発表された作品で、ユーモアと風刺にあふれた『吾輩は猫である』とは趣きが異なる。

## 初出・書誌
『帝国文学』の1905年1月号に発表された。その後、大倉書店・服部書店刊『漾虚集』（1906年刊）に収められた。現在は、『漾虚集』収録の作品とあわせて刊行されることが多い。
収録本
- 『倫敦塔・幻影の盾　他五篇』新潮社〈新潮文庫〉、1952年7月。ISBN 4-10-101002-1。
- 『倫敦塔・幻影の盾　他五篇』岩波書店〈岩波文庫〉、1990年4月。ISBN 9784-00-319001-2。
  - 『倫敦塔・幻影の盾　他五篇』岩波書店〈ワイド版岩波文庫〉、2007年2月。ISBN 9784-00-007281-6。
- 『漱石全集』 第2巻、岩波書店、2002年5月。ISBN 4-00-091802-8。